# Ère Heiji
L'ère Heiji (平治) est une des ères du Japon (年号, nengō, lit. « nom de l'année ») après l'ère Hōgen et avant l'ère Eiryaku. Cette ère couvre la période allant du mois d'avril 1159 au mois de janvier 1160. L'empereur régnant est Nijō Tennō (二条天皇).

## Changement d'ère
- 21 janvier 1159 Heiji gannen (平治元年?) : le nom de la nouvelle ère est créé pour marquer un événement ou une série d'événements. L'ère précédente se termine là où commence la nouvelle, en Hōgen 4, le 20e jour du 4e mois de 1159[3]

## Événements de l'ère Heiji
- 23 janvier 1159 (Heiji 1, le 3e jour du 1er mois) : l'empereur rend visite à son père[4].
- 19 janvier au 5 mai 1159 (Heiji 1, 9e au 26e jour du 12e mois) : rébellion de Heiji[5] également connue sous le nom d’insurrection de Heiji ou guerre de Heiji.

| Heiji     | 1re  | 2e   |
| Grégorien | 1159 | 1160 |